# Herbiphantes longiventris
Herbiphantes longiventris là một loài nhện trong họ Linyphiidae.
Loài này thuộc chi Herbiphantes. Herbiphantes longiventris được Andrei V. Tanasevitch miêu tả năm 1992.